# Máximo divisor comum

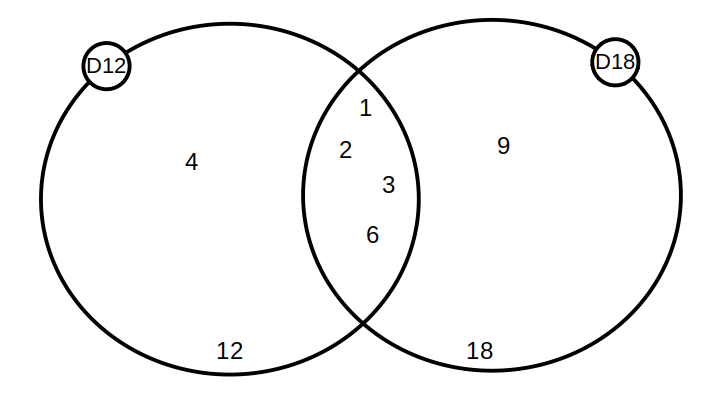
Máximo Divisor Comum

O máximo divisor comum (abreviadamente, MDC) entre dois ou mais números reais é o maior número real que é fator de tais números. Por exemplo, os divisores comuns de {\displaystyle 12} e {\displaystyle 18} são {\displaystyle 1,2,3} e {\displaystyle 6}, logo {\displaystyle mdc(12,18)=6}. A definição abrange qualquer número de termos, por exemplo {\displaystyle mdc(10,15,25,30)=5}. Com esta notação, dizemos que dois números inteiros {\displaystyle a} e {\displaystyle b} são primos entre si , se e somente se {\displaystyle mdc(a,b)=1}. Em alguns casos nós denotamos o mdc entre dois números simplesmente por {\displaystyle (a,b)}.
No contexto da teoria dos anéis, um máximo divisor comum é definido de forma análoga: ele é um elemento {\displaystyle m} que divide {\displaystyle a} e {\displaystyle b}, e tal que qualquer outro divisor {\displaystyle x} comum de {\displaystyle a} e {\displaystyle b} é um divisor de {\displaystyle m}. Nem sempre existe um máximo divisor comum, e nem sempre ele é único.

## Propriedades
1. Se {\displaystyle b>0} e é um divisor de {\displaystyle a}, então {\displaystyle mdc(a,b)=b}.[nota 2]
2. Todo número que for divisor comum de {\displaystyle a} e {\displaystyle b} também é um divisor de {\displaystyle mdc(a,b)};
3. Considerando que todos os números são fatores de {\displaystyle 0} (pois {\displaystyle 0=0.a} para qualquer {\displaystyle a} inteiro) então {\displaystyle mdc(a,0)=|a|};
4. Se {\displaystyle m} é um inteiro não negativo então {\displaystyle mdc(m.a,m.b)=m.mdc(a,b)};
5. Se {\displaystyle mdc(a,b)=1} então {\displaystyle mdc(a.b,c)=mdc(a,c).mdc(b,c)};
6. {\displaystyle mdc(a,b)=mdc(b,a)};
7. {\displaystyle mdc(-a,b)=mdc(a,-b)=mdc(-a,-b)=mdc(a,b)};
8. Se {\displaystyle a} é um inteiro positivo então {\displaystyle mdc(a,a)=a};
9. Calcular o máximo divisor comum é uma operação associativa: {\displaystyle mdc(a,mdc(b,c))=mdc(mdc(a,b),c)=mdc(a,b,c)};
10. Tem-se . {\displaystyle mdc(a,b).mmc(a,b)=ab}, onde {\displaystyle mmc(a,b)} representa o mínimo múltiplo comum;
11. O máximo divisor comum e o mínimo múltiplo comum verificam as seguintes propriedades distributivas:
{\displaystyle mdc(a,mmc(b,c))=mmc(mdc(a,b),mdc(a,c))}
{\displaystyle mmc(a,mdc(b,c))=mdc(mmc(a,b),mmc(a,c))};
{\displaystyle mdc(ca,cb)=c.mdc(a,b)};
12. Se {\displaystyle p} é um número primo {\displaystyle mdc(p,a)=p} ou {\displaystyle mdc(p,a)=1};
13. (Identidade de Bézout) Se {\displaystyle d=mdc(a,b)}, então existem inteiros {\displaystyle x} e {\displaystyle y} tais que {\displaystyle d=ax+by};
14. Se {\displaystyle ax+by=1}, então {\displaystyle mdc(a,b)=1};
15. Se {\displaystyle c>0} e {\displaystyle a} e {\displaystyle b} são divisíveis por {\displaystyle c} então: {\displaystyle mdc({\frac {a}{c}},{\frac {b}{c}})={\frac {1}{c}}mdc(a,b)};
16. Se {\displaystyle a} e {\displaystyle b} são inteiros e {\displaystyle a=q*b+r} onde {\displaystyle q} e {\displaystyle r} são inteiros, então: {\displaystyle mdc(a,b)=mdc(b,r)}.

## Determinação do máximo divisor comum
Há duas formas de determinar o máximo divisor comum de dois números:
1. A primeira é fatorar os números e a partir daí, pegar os fatores comuns a todos números e deixá-los com o menor expoente que o fator analisado apresentar entre todos os números.[nota 3]
2. Exemplo:
Achemos o {\displaystyle MDC} de {\displaystyle 30} e {\displaystyle 12}. Note que: {\displaystyle 30=2\times 3\times 5} e {\displaystyle 12=3\times 2^{2}}, então {\displaystyle (30,12)=2\times 3}  (fatores comuns aos números e o menor expoente do fator. No caso do {\displaystyle 2} tínhamos expoentes {\displaystyle 1} e {\displaystyle 2}, mas pegamos o menor, daí ficou só {\displaystyle 2} e não {\displaystyle 2} ao quadrado).
3. A segunda consiste em escrever os dois números, separados por um traço vertical; em seguida, compara-se os números, e em baixo do maior deles coloca-se a diferença entre os dois. Agora compara-se o último número que se escreveu, com o que ficou na outra coluna, repetindo-se o processo até que se obtenha igualdade entre os números nas duas colunas, que é o resultado procurado.[nota 4]

### Algoritmo de Euclides
O algoritmo de Euclides consiste em efectuar divisões sucessivas entre dois números até obter resto zero. O máximo divisor comum entre os dois números iniciais é o último resto diferente de zero obtido. Este método não requer qualquer factorização.